# Tumshuke
Tumshuke o Tumxuk (en chino: 图木舒克市, pinyin: Túmùshūkè shì) es una ciudad-subprefectura en la región autónoma de Xinjiang, al noroeste de la República Popular China. Situada en las fronteras del desierto Taklamakán, rodeada por Kasgar. Su área es de 1927 km² y su población es de 147000 (2007).